# Levenslied

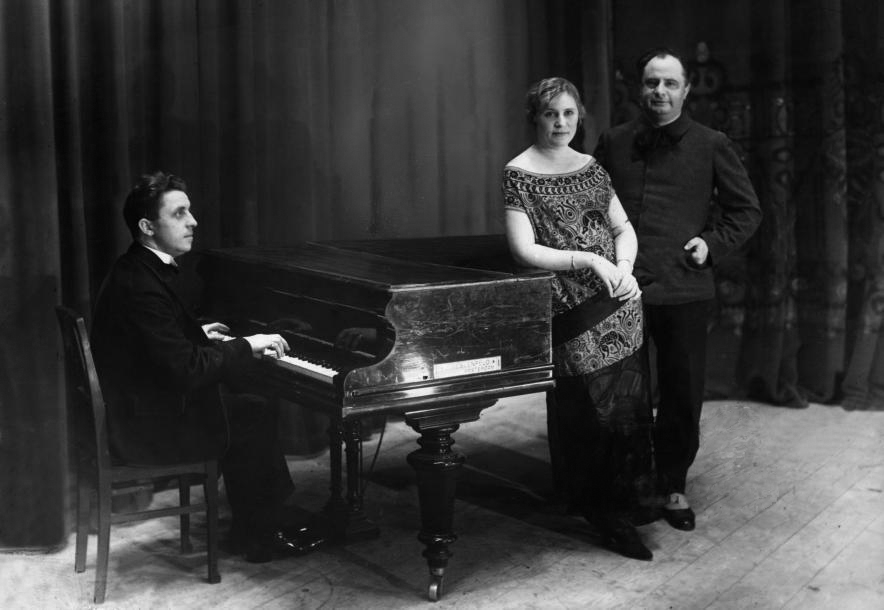
Jean-Louis Pisuisse (al piano), precursore del genere

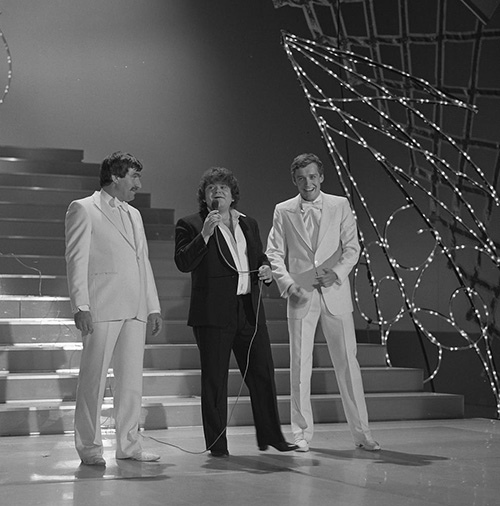
André Hazes, uno dei massimi esponenti, negli anni ottanta-novanta, del genere

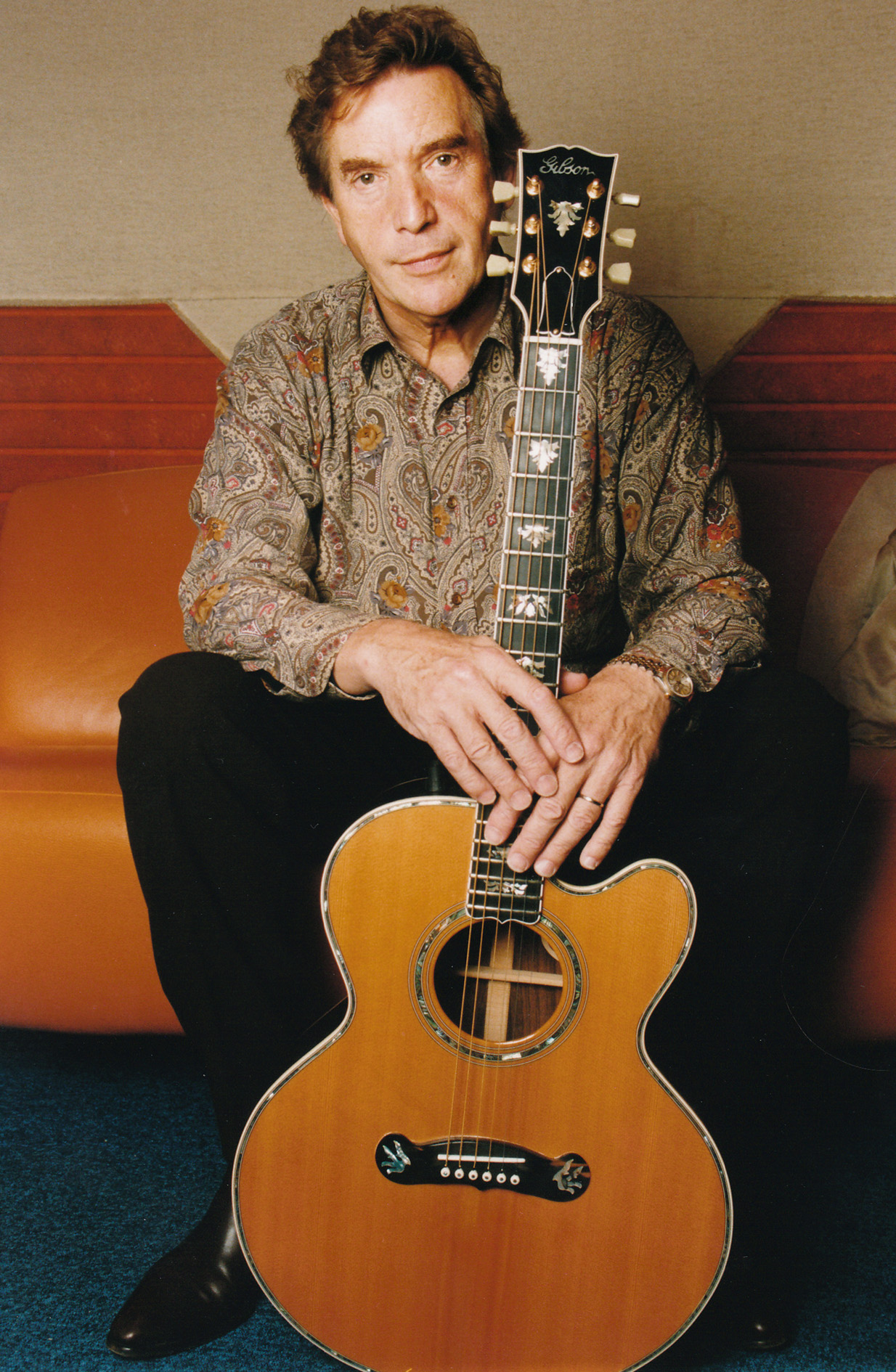
Un altro esponente del genere, il cantante belga Will Tura

Con il termine levenslied (letteralmente: "canzone sulla vita"; formato da ol. leven = "vita" e da lied = "canzone"; anche conosciuto come smartlap = "canzone strappalacrime") si intende un sottogenere della musica pop diffuso - a partire dagli anni dieci-venti del XX secolo - nei Paesi Bassi e nel Belgio di lingua fiamminga, che viene interpretato prevalentemente in neerlandese, ma anche in inglese e italiano.
Ideatori del genere sono considerati i cabarettisti Jean-Louis Pisuisse e Max Blokzijl, che con "levenslied" resero in olandese il termine francese "chanson".

"Pionieri" del genere furono, poi, negli anni venti, Willy Derby e Louis Davids.

## Caratteristiche del genere
Il genere si caratterizza per i testi che trattano temi di vita quotidiana, permeati da un tocco di sentimentalismo e melodrammaticità e da un senso di afflizione.
La struttura è solitamente quella tradizionale del pop, con la consueta presenza di un ritornello.

## Storia
Il termine entrò in uso a partire dal primo decennio del XX secolo e fu ideato nel 1908 dai cabarettisti e giornalisti Jean-Louis Pisuisse e Max Blokzijl: nacque dopo che Pisuisse entrò in contatto con il cabaret francese e, in particolare, con il chansonnier Aristide Bruant. Pisuisse tradusse - come detto - chanson con "levenslied".
Nel 1912 il Teatro "Tivoli" di Rotterdam annunciò le performance di Pisuisse e del suo collega Max Blokzijl, parlando di "interpreti di levenslied".
I primi dischi di successo del genere furono Hallo Bandoeng di Willy Derby e De kleine man di Louis Davids, rispettivamente del 1926 e del 1929, che vendettero 50 000 copie.
Negli anni settanta-ottanta, tra i principali esponenti del genere vi furono André Hazes (1951-2004) e Willy Alberti (1926-1985).

## Esponenti del genere[1]
- Willeke Alberti
- Willy Alberti
- Koos Alberts
- Frans Bauer
- Thomas Berge
- Max Blokzijl
- Charlène
- Eddy Christiani
- Ann Christy
- Sylvia Corpiér
- Corry en de Rekels
- Louis Davids
- Willy Derby
- Frank Galan
- André Hazes
- Jacques Herb
- Johnny Hoes
- Jannes
- Johnny Jordaan
- Corry Konings
- Jantje Koopmans
- Tante Leen
- Laura Lynn
- Manke Nelis
- Max van Praag
- Jean-Louis Pisuisse
- Arie Ribbens
- Dries Roelvink
- Bobbejaan Schoepen
- Jan Smit
- J.H. Speenhoff
- Bonnie St. Claire
- Will Tura
- Ria Valk
- Jo Vally
- Conny Vandenbos
- Eddy Wally
- Marianne Weber
- Zangeres Zonder Naam